# Filotaxie
Filotaxia este o ramură a botanicii, (morfologie), care studiază modurile în care sunt așezate frunzele pe tulpină și pe ramuri (dela grecescul phyllon, frunză și taxis, rânduială). Frunzele sunt dispuse:
- altern, câte o singură frunză la nod;
- opus, câte două frunze la un nod, față în față;
- verticilat, câte 3 - 4 sau mai multe frunze la un nod[1].